# Prawie proste piosenki
Prawie proste piosenki – siódmy album polskiego zespołu rockowego, Big Day, wydany 2 lutego 2008. Płyta zawiera 11 kompozycji.

## Lista utworów
źródło:.
1. "Czasami mam do ciebie..." – 3:33
2. "Jak ja mogę żyć bez ciebie" – 3:06
3. "Człowiek o którym się mówi" – 3:16
4. "Jedyny słodki problem" – 3:20
5. "Dusza iskier" – 3:44
6. "Nazwę to: Dziwna" – 2:44
7. "Nie do przewidzenia" – 3:37
8. "Ostatnia noc na Ziemi" – 3:56
9. "To tylko kamienie" – 3:31
10. "Wolność twarzą do ziemi" – 2:24
11. "Piosenka na początek drogi" – 6:21

## Twórcy
źródło:.
- Anna Zalewska-Ciurapińska – wokal
- Marcin Ciurapiński – wokal, gitara basowa, gitara akustyczna
- Michał Bagiński – gitary
- Zbigniew Chrzanowski – perkusja

oraz
- Producent muzyczny, mix i mastering – Marcin Ciurapiński
- Foto i projekt graficzny – Ania Zalewska-Ciurapińska, Marcin Ciurapiński